# أنغري بيردز (لعبة فيديو)
الطيور الغاضبة (بالإنجليزية: Angry Birds؛ ينطق كـ «أنغري بيردز»)‏ هي لعبة فيديو ألغاز من إنشاء شركة ألعاب الكمبيوتر الفنلندية روفيو موبايل التي بدأت سلسلة ألعاب الطيور الغاضبة. استوحيت اللعبة أساسا عن رسوم لطيور غير مجنحة، وتم إصدار اللعبة الأولى على آي أو إس ومايمو في ديسمبر 2009. منذ ذلك الوقت، بيع منها أكثر من 12 مليون نسخة من متجر آي أو إس،  ما دفع الشركة لإصدار اللعبة على الهواتف الذكية الأخرى التي تعتمد على شاشات اللمس، وأبرزها تلك التي تستخدم أنظمة أندرويد، سيمبيان، ويندوز موبايل وبلاك بيري 10. وتمت توسعة السلسلة منذ ذلك الحين لتشمل عناوين مخصصة لمنصات ألعاب الفيديو وأجهزة الكمبيوتر. وأصدرت تتمة بعنوان الطيور الغاضبة 2 في 30 يوليو 2015.
في اللعبة، يستخدم اللاعب مقلاعا لإطلاق الطيور على مجموعة الخنازير موجودة في هياكل مختلفة وذلك بهدف تدمير كل الخنازير على أرض اللعبة. كلما تقدم اللاعب في اللعبة أصبحت أنواع جديدة من الطيور متاحة، حيث يمتلك بعضها قدرات خاصة يمكن تفعيلها من قبل اللاعب. وقد دعمت روفيو موبايل اللعبة بالعديد من التحديثات التي أضافت لمحتوى اللعبة الإضافي، وكانت الشركة قد أصدرت أيضا إصدارات ترويجية قائمة بذاتها.
وقد أشاد العديدون باللعبة لنجاحها بتشكيلتها المعتمدة على الإدمان على اللعب، وأسلوبها الفكاهي، وسعرها المنخفض لتشكل سلسلة ألعاب طويلة العمر ولها إمكانية تحقيق الربح. وقادت شعبية اللعبة المنتجين لإصدار نسخ إضافية من اللعبة لأجهزة الكمبيوتر الشخصية ومنصات الألعاب، وكذلك تسويق البضائع التي تضم شخصياتها وحتى أنهم وضعوا خطط طويلة الأجل لإنتاج فيلم طويل أو مسلسل تلفزيوني. بلغت حصيلة التنزيل أكثر من ملياري تنزيل عبر جميع المنصات اعتبارا من أول يناير 2014، بما في ذلك الإصدارات العادية والخاصة من اللعبة،  وقد وصفت اللعبة بأنها «من أهم الألعاب السائدة الآن»، و«إحدى أهم نجاحات عام 2010»،  و«أنجح تطبيق جوال شهده العالم حتى الآن».

## طريقة اللعب
يستخدم اللاعب مقلاع تعرف بسلينق شوت لرمي الطيور على خنازير للقضاء عليها. توجد الخنازير في مباني متعددة الأشكال، مع التقدم في اللعب تظهر طيور أخرى وأقوى. وتوجد الكثير من المراحل والتي ستصل إليها عبر الفوز كما يوجد بيض ذهبي في بعض المراحل ولكن أماكنها سرية.

## الجوائز
في فبراير 2010، الطيور الغاضبة كان المرشح لجائزة «أفضل لعبة عادية» في الحفل الدولي السادس لتوزيع جوائز ألعاب الجوال في برشلونة، إسبانيا. في شهر سبتمبر 2010، شركت IGN اعتبرت لعبة الطيور الغاضبة كرابع أفضل لعبة لجهاز الآيفون.وفي أبريل 2011، الطيور الغاضبة فاز بكل من «أفضل تطبيق لعبة» و«تطبيق العام» في حفل توزيع جوائز Appy في المملكة المتحدة. وفي النسخة الخامسة عشر لجوائز ويبي، مُنحت الطيور الغاضبة لقب «أفضل لعبة للأجهزة المحمولة».

## التجسس
كشفت تقارير إعلامية مستندة على وثيقة سربها المستشار السابق في وكالة الأمن القومي ادوارد سنودن أن لعبة «الطيور الغاضبة» هي من التطبيقات التي تستخدمها أجهزة المخابرات البريطانية والأمريكية للتجسس على الهواتف الذكية.
كشفت وثائق سرية أن وكالة الأمن القومي الأمريكية ونظيرتها البريطانية (جي سي إتش كيو) بدأتا تلجأن بشكل متزايد إلى بعض تطبيقات الهواتف الذكية للوصول إلى معلومات تخص مستخدمي هذه الهواتف. وبحسب تقرير نشرته «نيويورك تايمز»، استنادا إلى وثيقة سربها المستشار السابق في وكالة الأمن القومي الأمريكي ادوارد سنودن، فإن أحد هذه التطبيقات هو لعبة Angry Birds «الطيور الغاضبة»، التي تتمتع بشعبية كبيرة، وأيضاً تطبيقات شكبات التواصل الاجتماعي للهواتف الذكية وخدمة خرائط غوغل.
وبحسب الوثيقة فإن أجهزة المخابرات يمكنها من خلال هذه التطبيقات الحصول على معلومات لتحديد مكان مستخدمها وعمره وأرقام الهواتف المخزونة على هاتفه.